# 黄山书社
黄山书社（Huangshan Publishing House），是位于安徽省合肥市的一家古籍出版社，成立于1984年9月，ISBN代码为978-7-5461。由安徽出版集团有限责任公司主管、主办，为全国一级出版社。2009年，被评为“全国百佳图书出版单位”。

## 获奖作品[2]
《中葡关系史》《历代曲话汇编》等荣获“中国出版政府奖（图书奖）”，《中国诗论史》等荣获“中华优秀出版物奖”，入选国家新闻出版总署“三个一百”原创出版工程8项。